# Augustenborg
Augustenborg (Duits: Augustenburg) is een plaats en voormalige gemeente in Denemarken.

## Voormalige gemeente
De oppervlakte bedroeg 53,31 km². De gemeente telde 6577 inwoners waarvan 3283 mannen en 3294 vrouwen (cijfers 2005).
De gemeente behoort sinds 2007 tot gemeente Sønderborg.

## Plaats
De plaats Augustenborg telt 3315 inwoners (2008).
- Gemeinsame Normdatei: 4760294-6
- Library of Congress Control Number: n81078257
- MusicBrainz: e4713854-5790-4c5e-bbca-8c761382fdb5
- Nationale Bibliotheek van Israël: 987007531965805171
- Virtual International Authority File: 136052326
- WorldCat: E39PBJk8V3KYKbwTJxhCXdV6Kd